# 스크린 (텔레비전 채널)
스크린(SCREEN)은 2009년 2월 1일 개국 본방송 시작 티캐스트 계열의 케이블TV로, 영화 전문적으로 방영하는 채널이다.

## 주요 프로그램
- 퍼시픽
- 하퍼스 아일랜드
- 더 유닛
- 왕좌의 게임
- 뉴스룸

## 연혁
- 2009년 2월 - 개국
- 2012년 10월 - 채널 캐치프레이즈 1st Class Movie Channel로 변경
- 2013년 11월 1일 - IPTV 방송 채널 U+ TV에 채널 34번 진입
- 2013년 11월 7일 - IPTV 방송 채널 B tv에 채널 42번 진입
- 2013년 12월 3일 - 올레 TV 라이브 송신개시 (106번)
- 2014년 3월 16일 - 위성 방송 채널 스카이라이프에 채널 120번 진입
- 2014년 10월 6일 - 스카이라이프에서 채널 번호가 120번에서 71번으로 변경.
- 2015년 12월 14일 - U+ TV에서 채널 번호가 34번에서 41번으로 변경.
- 2016년 11월 8일 - B tv에서 채널 번호가 42번에서 56번으로 변경.
- 2017년 3월 27일 - 스카이라이프에서 채널 번호가 71번에서 66번으로 변경.
- 2018년 12월 20일 - U+ TV에서 채널 번호가 41번에서 46번으로 변경.
- 2021년 7월 22일 - 올레 TV에서 채널 번호가 106번에서 101번으로 변경.
- 2022년 10월 25일 - B tv에서 채널 번호가 56번에서 75번으로 변경.
- 2024년 12월 18일 - 지니 TV에서 채널 번호가 101번에서 106번으로 변경.

## 같이 보기
- 티캐스트(Tcast)